# Carmen Fernández Seguín
Carmen Fernández Seguín (Coalloso, Sandiás 1905 - Sandiás, 1999) va ser una política i guerrillera antifranquista gallega.
Casada amb Jesús de Dios, fundador del Partit Comunista d'Espanya (PCE) a Sandiás, va haver de fugir en declarar-se la Guerra Civil i quedar Galícia en mans dels revoltats, anant-se'n a Portugal. Jesús de Dios, que va tornar ocasionalment a Espanya, va ser detingut i condemnat, morint pocs anys després. Carmen Fernández va recollir el compromís del seu marit i va ser enllaç i subministradora de queviures de les guerrilles antifranquistes a Galícia. El 1950 se'n va anar a Àvila per establir contacte amb els grups guerrillers de la zona al costat del seu fill, Perfecto de Dios. Tots dos van ser detinguts, el seu fill fou afusellat i ella condemnada a Ourense a 30 anys de presó. Va passar 13 anys en diferents penals i va destacar per la seva activitat clandestina organitzant cèl·lules comunistes a les presons, col·laborant amb Mundo Obrero i duent a terme diferents tipus de protestes i vagues. Una vegada en llibertat es va traslladar a Sandiás, on mai va divulgar les seves activitats fora d'un reduït grup de familiars.